# 奥恩河畔欧努
奥恩河畔欧努（法語：Aunou-sur-Orne，法語發音：[onu syʁ ɔʁn] ⓘ）是法国奥恩省的一个市镇，位于该省中部，属于阿朗松区。

## 地理
奥恩河畔欧努（48°36'41"N, 0°13'47"E）面积18.04 平方千米，位于法国诺曼底大区奧恩省，该省份为法国西北部内陆省份，北起顺时针与卡爾瓦多斯省、厄尔省、厄尔-卢瓦省、萨尔特省、马耶讷省和芒什省接壤。
与奥恩河畔欧努接壤的市镇（或旧市镇、城区）包括：布瓦特龙、诺夫苏塞赛、圣莱奥纳尔代帕尔克、塞镇、特雷蒙、沙尤埃。

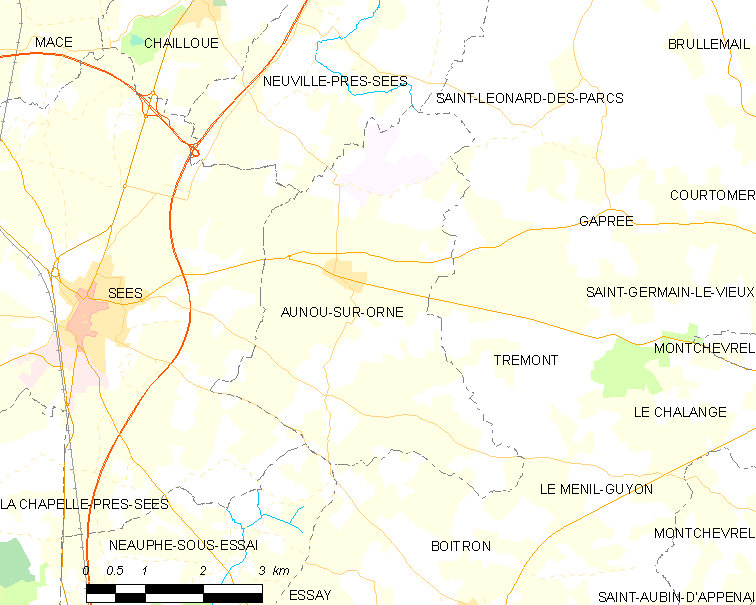
奥恩河畔欧努的OSM定位图

奥恩河畔欧努的时区为UTC+01:00、UTC+02:00（夏令时）。

## 行政
奥恩河畔欧努的邮政编码为61500，INSEE市镇编码为61015。

## 政治
奥恩河畔欧努所属的省级选区为塞镇县。

## 人口

1962-2008年间奥恩河畔欧努人口变化图示

奥恩河畔欧努于2022年1月1日时的人口数量为276人。